# Pivnice

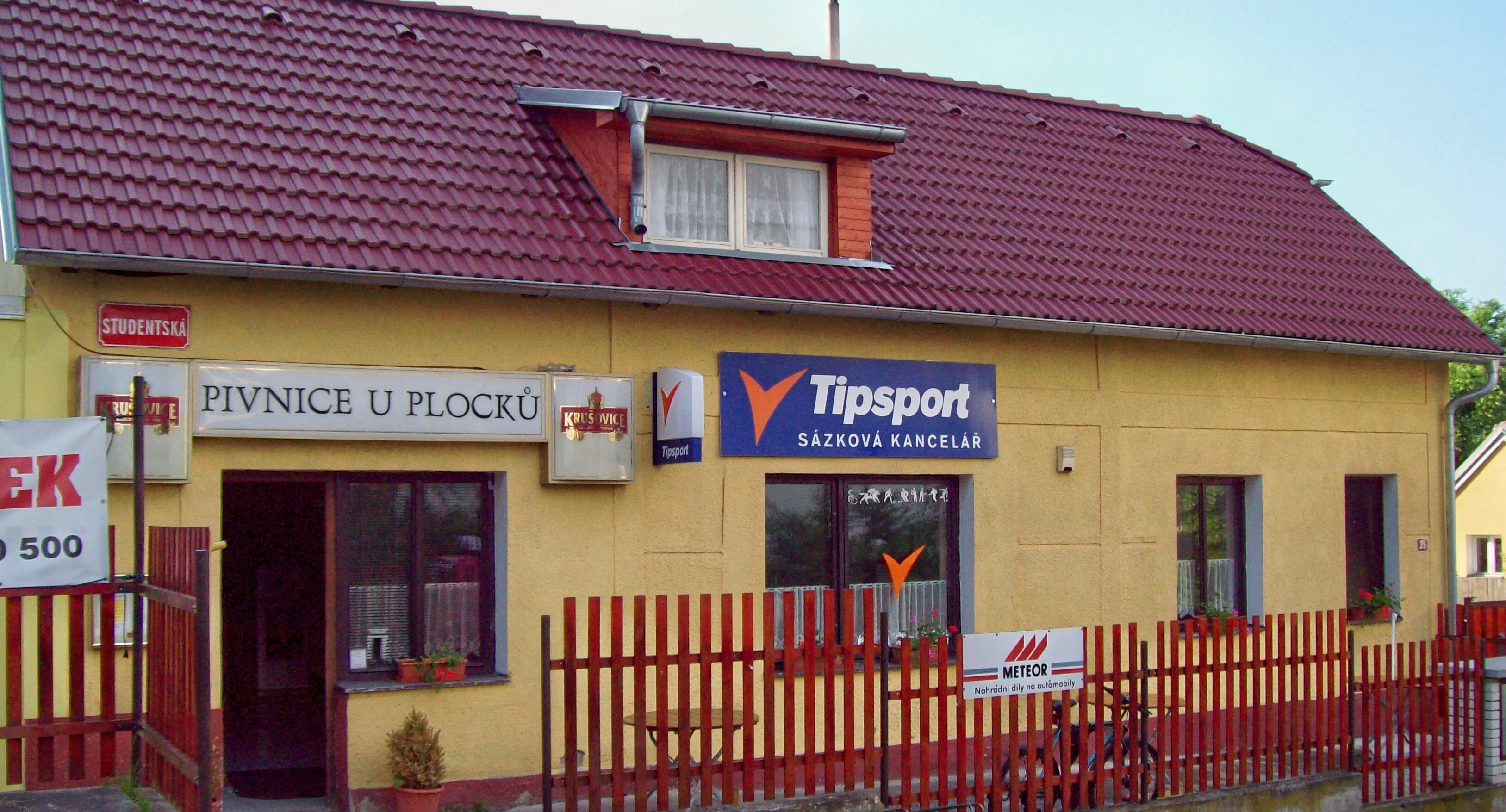
Jedna z českých pivnic

Pivnice je druh restaurace, v níž hraje prim nabídka piva. V mnohých pivnicích jsou nabízena jídla i jiné nápoje. Podávání piva a ostatního sortimentu je hlavně v krytých prostorách, u pivnic bývají i vnější letní zahrádky. Vybavení pivnic je obdobné, jako u hospod a jednodušších restaurací. U některých hotelů bývá jak restaurace, tak oddělená pivnice.
Ve slezských dialektech, ve slovenštině a v polštině se slovem pivnice (piwnice) označují sklepy.

## Typy pivnic a příklady
Zdroj, který se tématu věnuje, rozděluje pivnice v Praze do tří skupin:

### Tradiční pivní restaurace
Např. Pivnice U Zlatého tygra, Jelínkova Plzeňská pivnice, U Pinkasů

### Pivnice s pivovarem
Např. U Fleků, U Tří růží, Klášterní pivovar Strahov

### Novodobé pivní restaurace
Např. Bruxx, BeerGeek, Pivovarský klub

## Pražské pivnice proslavené návštěvami osobností
Některé pivní restaurace se proslavily díky celebritám, které je navštívily:
- V hospodě U Kalicha rád sedával autor románů o Švejkovi Jaroslav Hašek (podle některých zdrojů se však jedná o pouhou legendu[2])
- V hospodě U Zlatého tygra se 11. ledna 1994 setkali prezident České republiky Václav Havel a americký prezident Bill Clinton.[3]
- V roce 1993 se sešli na pivu Václav Havel a Boris Jelcin v restauraci „Archimboldo“ (Praha 1, Hradčany, Neruda, 13). Jelcin daroval majiteli restaurace na památku hodinky s věnováním.
- Do restaurace U Karlova mostu (Praha 1, Na Kampě, 15) přišel na pivo 3. března 2006 ruský prezident Vladimir Putin